# Џамија Мехмед-паше Соколовића
Џамија Мехмед-паше Соколовића (тур. Sokollu Mehmed Paşa Camii) џамија је лоцирана у Истанбулу у Турској коју је саградио велики везир Османског царства, Мехмед-паша Соколовић. Главни архитекта ове џамије био је познати Мимар Синан.

## Историја
Џамију је саградио познати османски архитекта, Мимар Синан, по наруџбини тадашњег великог везира Мехмед-паше Соколовића, започета је 1571. године, а довршена 1572. Џамија је званично добила име по Султанији Есмахан, али далеко је препознатљивија по имену њеног мужа.

## Галерија
- Купола
- Унутрашњост
- Улазна врата